# Arbeitsgericht Rastenburg
Das Arbeitsgericht Rastenburg war ein preußisches Arbeitsgericht mit Sitz in Rastenburg.

## Geschichte
Gemäß Arbeitsgerichtsgesetz vom 23. Dezember 1926 wurden in Deutschland Arbeitsgerichte gebildet. Diese waren nur in der ersten Instanz organisatorisch selbstständige Gerichte, die Landesarbeitsgerichte waren den Landgerichten zugeordnet. Am Landgericht Königsberg entstand so 1927 das Landesarbeitsgericht Königsberg als einziges Landesarbeitsgericht im Bezirk des Oberlandesgerichtes Königsberg. In Rastenburg entstand das Arbeitsgericht Rastenburg. Sein Sprengel umfasste den Bezirke der Amtsgerichte Barten, Gerdauen, Nordenburg und Rastenburg. Es bestand eine gemeinsame Kammer für Arbeiter und Angestellte. Die zuständige Kammer für Handwerk befand sich beim Arbeitsgericht Allenstein.
Im Jahre 1945 wurde der Arbeitsgerichtsbezirk unter polnische Verwaltung gestellt, und die deutschen Einwohner wurden vertrieben. Damit endete auch die Geschichte des Arbeitsgerichtes Rastenburg.